# Episteira confusidentata
Episteira confusidentata är en fjärilsart som beskrevs av W. Warren 1897. Episteira confusidentata ingår i släktet Episteira och familjen mätare. Inga underarter finns listade i Catalogue of Life.